# Morell 2 (Île-du-Prince-Édouard)
Pour les articles homonymes, voir Morell.
Morell 2 est une réserve indienne dans le comté de Kings sur l'Île-du-Prince-Édouard, au Canada, au sud-ouest de Morell.